# Општина Унгени (Арђеш)
Унгени (рум. Ungheni) општина је у Румунији у округу Арђеш.
Oпштина се налази на надморској висини од 183 m.